# Slaget vid Ostrołęka (1831)
Slaget vid Ostrołęka var ett av de större slagen under det polska Novemberupproret. Slaget stod mellan polska trupper under Jan Zygmunt Skrzynecki och en rysk armé, ledd av Hans Carl von Diebitsch-Zabalkanskij. Drabbningen utkämpades för kontrollen över staden Ostrołęka i norra Polen.
Trots att staden fortfarande var i polska händer vid slutet av striderna, ses slaget ofta som en rysk seger. Även om förlusterna varit ungefär lika stora för båda sidor kunde ryssarna utan svårighet ersätta dessa, något som polackerna i längden var oförmögna till.
Under slaget utmärkte sig manskapet vid det polska 4:e infanteriregementet som slog tillbaka upprepade ryska anfall.
I slutet av kvällen räddades polackerna åter av en självuppoffrande attack av det 4:e artilleri-batteriet som leddes av överstelöjtnant Józef Bem.